# ヴォノネス2世
ヴォノネス2世（Vonones II、? - 51年、在位：西暦51年）は、アルサケス朝パルティアの王。
彼はパルティアの従属王国のひとつメディア王国の王であった。王族に連なっており、兄弟であったゴタルゼス2世が病死した後にパルティア王として即位したが、即位後僅か数ヶ月で死去し、ギリシア人の妻との間に出来た息子のヴォロガセス1世が即位した。